# Studentteatern i Åbo
Studentteatern i Åbo, förkortat STÅ, är en svenskspråkig studentteater i Åbo. 
Studentteatern i Åbo, som grundades 1936 och därigenom är Finlands äldsta studentteater, verkar som en specialförening inom Åbo Akademis Studentkår. Teatern strävar efter att hitta nya verksamhetsformer och stabilisera de gamla. Målsättningen är att sätta upp två pjäser per år, göra teaterbesök och bedriva improvisationsverksamhet. 